# نیکلا براینت
نیکلا براینت (انگلیسی: Nicola Bryant؛ زادهٔ ۱۱ اکتبر ۱۹۶۰) بازیگر اهل بریتانیا است.
از فیلم‌ها یا برنامه‌های تلویزیونی که وی در آن نقش داشته‌است، می‌توان به دکتر هو، خانواده من، شهر هالبی، عکس جدایی و سرود کریسمس بلک‌ادر اشاره کرد.